# Regionalwahl in der Toskana 2010
Die Regionalwahl in der Toskana 2010 fand am 28. und 29. März statt; der Regionalrat und der Präsident der Region wurden gleichzeitig gewählt.

## Wahlergebnis
| Kandidaten                         | Kandidaten           | Stimmen   | %    | Listen                                  | Stimmen   | %    | Mandate |
| ---------------------------------- | -------------------- | --------- | ---- | --------------------------------------- | --------- | ---- | ------- |
|                                    | Enrico Rossigewählt  | 1.055.751 | 59,7 | Partito Democratico -Riformisti Toscani | 641.214   | 42,2 | 24      |
| Italia dei Valori                  | Enrico Rossigewählt  | 1.055.751 | 59,7 | 143.194                                 | 9,4       | 5    |         |
| Federazione della Sinistra – Verdi | Enrico Rossigewählt  | 1.055.751 | 59,7 | 80.017                                  | 5,3       | 3    |         |
| Sinistra Ecologia Libertà          | Enrico Rossigewählt  | 1.055.751 | 59,7 | 57.815                                  | 3,8       | –    |         |
| ↳ Gesamt                           | Enrico Rossigewählt  | 1.055.751 | 59,7 | 922.240                                 | 60,7      | 32   |         |
|                                    | Monica Faenzi        | 608.680   | 34,4 | Il Popolo della Libertà                 | 412.118   | 27,1 | 16      |
| Lega Nord                          | Monica Faenzi        | 608.680   | 34,4 | 98.523                                  | 6,5       | 3    |         |
| Nicht gewählte Direktkandidat      | Monica Faenzi        | 608.680   | 34,4 | –                                       | –         | 1    |         |
| ↳ Gesamt                           | Monica Faenzi        | 608.680   | 34,4 | 510.641                                 | 33,6      | 20   |         |
|                                    | Francesco Bosi       | 81.106    | 4,6  | Unione di Centro                        | 72.548    | 4,8  | 3       |
|                                    | Alfonso De Virgiliis | 13.892    | 0,8  | Lista Bonino-Pannella                   | 8.414     | 0,6  | –       |
|                                    | Ilario Palmisani     | 7.980     | 0,5  | Forza Nuova                             | 5.588     | 0,4  | –       |
| Gesamt                             | Gesamt               | 1.767.409 | 100  |                                         | 1.519.431 | 100  | 55      |